# Lackovský potok
Lackovský potok – potok na Słowacji, dopływ Popradu. Ma dwa źródłowe cieki wypływające na wysokości około 620–630 m w miejscowości Drużbaki Wyżne u południowo-wschodnich podnóży Magury Spiskiej. Cieki te łączą się ze sobą w zabudowanym obszarze wsi Lackowa na wysokości około 570 m. Od tego miejsca potok spływa w kierunku południowo-wschodnim przez Kotlinę Lubowelską (Ľubovnianska kotlina) i na wysokości około 540 m uchodzi do Popradu jako jego lewy dopływ. 
Wzdłuż koryta potoku prowadzi droga asfaltowa do Lackowej, ślepo kończąca się przy ostatnich zabudowaniach tej miejscowości.